# Шарагай
Шарагай — село в Балаганском районе Иркутской области России. Административный центр и единственный населённый пункт Шарагайского сельского поселения. Находится на берегу Братского водохранилища, примерно в 34 км к северу от районного центра, посёлка Балаганск, на высоте 437 метров над уровнем моря.

## Население
В 2002 году численность населения села составляла 622 человек (307 мужчин и 315 женщин). По данным переписи 2010 года, в селе проживало 547 человек (259 мужчин и 288 женщин).

## Инфраструктура
В селе функционирует средняя общеобразовательная школа, детский сад, муниципальное учреждение культуры («Шарагайский СКДЦ»), а также сельскохозяйственный производственный кооператив (СПК «Ангарский»).

## Улицы
Уличная сеть села состоит из 12 улиц.